# Caratê nos Jogos Olímpicos de Verão de 2020 - Kata feminino
A competição do kata feminino do caratê nos Jogos Olímpicos de Verão de 2020 ocorreu no dia 5 de agosto de 2021 no Nippon Budokan, em Tóquio. Um total de 10 caratecas, cada uma representando um Comitê Olímpico Nacional (CON), participaram do evento.

## Qualificação
Um total de 10 competidoras poderiam se qualificar para a competição do kata, cada uma representando um CON, conforme abaixo:
- 1 do país-sede, Japão;
- 4 pelo ranking de qualificação olímpica de 5 de abril de 2021;
- 3 pelo Torneio de Qualificação Olímpica do Caratê de 2021;
- 2 por representatividade continental ou por convite da Comissão Tripartite.

## Formato
Por definição, a modalidade kata no caratê é definida como uma sequência de técnicas ou simulação de luta com várias aplicações práticas, por esta razão, não é necessária a diferenciação de peso.
As competidoras foram divididos em dois grupos de 5 caratecas, e cada uma se revezou para executar duas séries de kata na rodada eliminatória. As três primeiras competidoras por pontuação média em cada grupo avançaram a rodada de classificação, onde realizaram uma terceira série de katas. A vencedora do grupo A enfrenta a vencedora do grupo B na luta pela medalha de ouro. Duas medalhas de bronze foram concedidas em eventos de kata. A vice-campeã do grupo A enfrenta a terceira colocada do grupo B em uma luta pela medalha de bronze, enquanto a segunda colocada do grupo B enfrenta a terceira colocada do grupo A em outra luta pela medalha de bronze.

## Calendário
Horário local (UTC+9)
| Dia         | Horário | Fase                  |
| ----------- | ------- | --------------------- |
| 5 de agosto | 10:00   | Fase eliminatória     |
| 5 de agosto | 11:25   | Fase de classificação |
| 5 de agosto | 19:30   | Fase final            |

## Medalhistas
| Ouro   | ESP Sandra Sánchez                |
| Prata  | JPN Kiyou Shimizu                 |
| Bronze | HKG Grace Lau ITA Viviana Bottaro |

## Resultados

### Fases eliminatória e de classificação
Grupo A
| Carateca                  | 1º Kata | 2º Kata | Méd.  | Pos. | 3º kata     | Pos.        | Classificação       |
| ------------------------- | ------- | ------- | ----- | ---- | ----------- | ----------- | ------------------- |
| ESP Sandra Sánchez        | 27.26   | 27.60   | 27.43 | 1 Q  | 27.86       | 1 Q         | Disputa pelo ouro   |
| HKG Grace Lau             | 25.68   | 26.62   | 26.15 | 2 Q  | 26.40       | 2 q         | Disputa pelo bronze |
| USA Sakura Kokumai        | 25.42   | 26.08   | 25.75 | 3 Q  | 25.54       | 3 q         | Disputa pelo bronze |
| GER Jasmin Jüttner        | 24.42   | 24.16   | 24.29 | 4    | Não avançou | Não avançou | Não avançou         |
| MKD Puleksenija Jovanoska | 23.80   | 24.00   | 23.90 | 5    | Não avançou | Não avançou | Não avançou         |

Grupo B
| Carateca              | 1º Kata | 2º Kata | Méd.  | Pos. | 3º kata     | Pos.        | Classificação       |
| --------------------- | ------- | ------- | ----- | ---- | ----------- | ----------- | ------------------- |
| JPN Kiyou Shimizu     | 27.40   | 28.00   | 27.70 | 1 Q  | 27.86       | 1 Q         | Disputa pelo ouro   |
| ITA Viviana Bottaro   | 25.54   | 25.60   | 25.57 | 2 Q  | 26.46       | 2 q         | Disputa pelo bronze |
| TUR Dilara Bozan      | 24.46   | 25.06   | 24.76 | 3 Q  | 25.78       | 3 q         | Disputa pelo bronze |
| FRA Alexandra Feracci | 24.32   | 24.48   | 24.40 | 4    | Não avançou | Não avançou | Não avançou         |
| NZL Andrea Anacan     | 23.46   | 23.78   | 23.62 | 5    | Não avançou | Não avançou | Não avançou         |

### Fase final

#### Disputas pelo bronze
| 5 de agosto 19:30 Relatório | HKG Grace Lau | 26.94 – 26.52 | TUR Dilara Bozan |  |

| 5 de agosto 19:40 Relatório | USA Sakura Kokumai | 25.40 – 26.48 | ITA Viviana Bottaro |  |

#### Disputa pelo ouro
| 5 de agosto 19:50 Relatório | ESP Sandra Sánchez | 28.06 – 27.88 | JPN Kiyou Shimizu |  |